# Citadel LLC

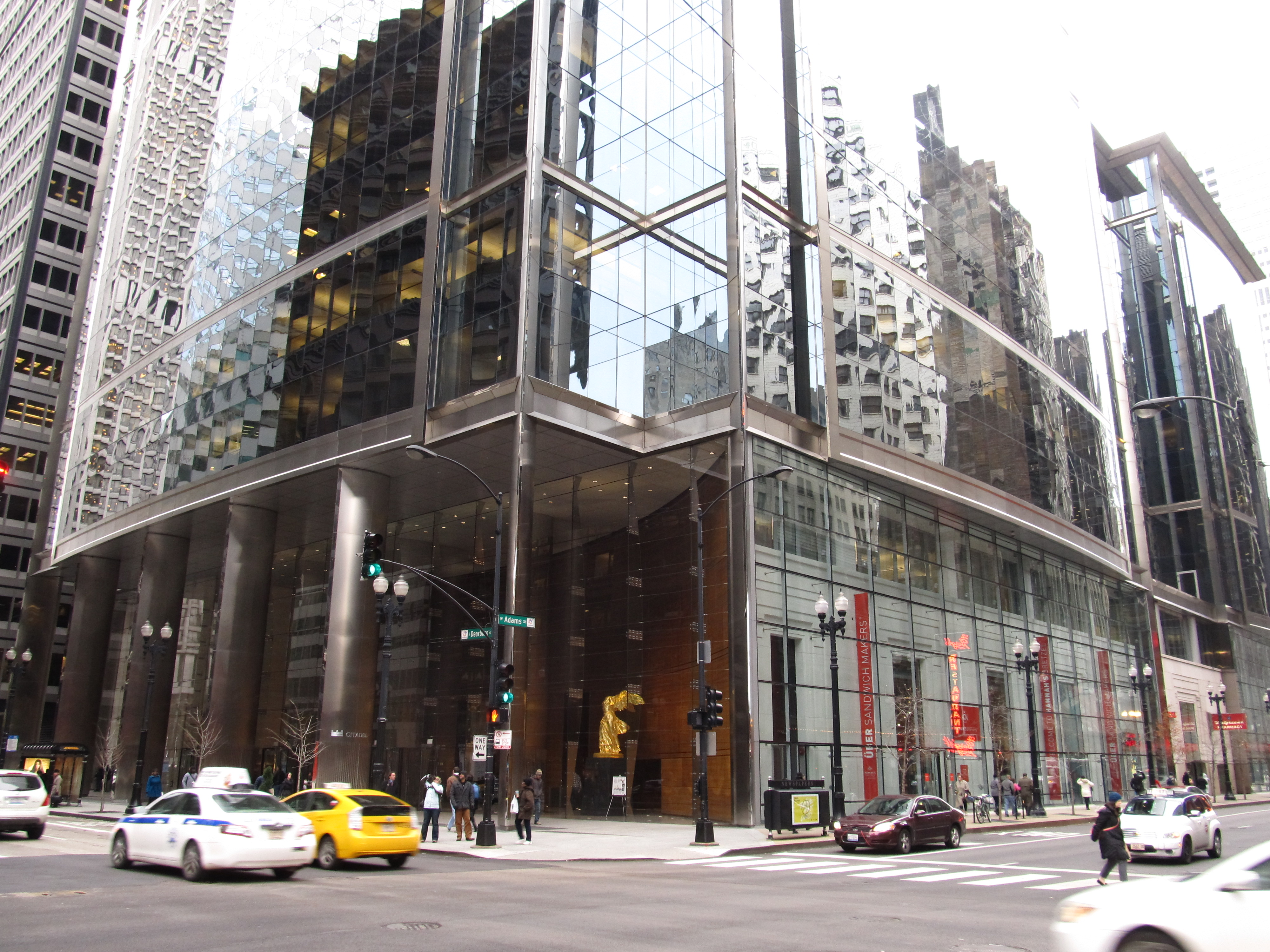
L'ingresso alla sede centrale di Citadel a Chicago, 2009

Citadel LLC (precedentemente nota come Citadel Investment Group, LLC) è una società multinazionale statunitense di hedge fund e servizi finanziari. Fondata nel 1990 da Kenneth Griffin, la società gestisce due attività principali: Citadel, uno dei maggiori alternative asset manager al mondo, con più di US $ 35 miliardi di asset in gestione (dal 1º ottobre, 2020); e Citadel Securities, uno dei principali market maker, i cui prodotti di trading includono azioni, opzioni su azioni e swap su tassi di interesse per clienti retail e istituzionali.
L'azienda ha più di 1.400 dipendenti, con sede centrale a Chicago, sede operativa a Manhattan e uffici in Nord America, Asia ed Europa. In una lettera ai dipendenti il 23 giugno 2022, il CEO Ken Griffin ha annunciato che avrebbe trasferito la propria sede a Miami, in Florida, a causa di un clima aziendale più favorevole e di alcune considerazioni sull'aumento delle denunce di criminalità a Chicago.

## Storia

### Inizi
Kenneth Griffin ha iniziato la sua carriera commerciale fuori dal suo dormitorio all'Università di Harvard nel 1987, scambiando obbligazioni convertibili. Al secondo anno, ha scambiato obbligazioni convertibili e ha agganciato una parabola satellitare al tetto del suo dormitorio. Dopo la laurea in economia, Griffin è entrato a far parte dell'hedge fund di Chicago Glenwood Partners. Secondo un rapporto del New York Times, Citadel è stato avviato con $ 4,6 milioni di capitale. Citadel era originariamente chiamato Wellington Financial Group dopo il suo fondo di punta. Il nome dell'azienda è stato cambiato in Citadel nel 1994. In otto anni, l'azienda aveva più di $ 2 miliardi di asset.
Nel 2007, Citadel ha investito $ 2,5 miliardi in E-Trade, questa transazione includeva l'acquisizione di mutui subprime cartolarizzati di E-Trade, obbligazioni di debito garantite (CDO) e prestiti di secondo pegno, nonché 12,5% di titoli senior non garantiti e 84.687.686 azioni ordinarie (pari al 19,99% delle azioni allora attualmente in circolazione). Citadel ha ricevuto un posto nel consiglio di amministrazione. Citadel ha venduto la sua quota rimanente in E*Trade nel 2013.

### Crisi del 2008
Durante la crisi finanziaria del 2007-2008, per 10 mesi Griffin ha vietato ai suoi investitori di ritirare denaro, attirandosi critiche. Al culmine della crisi, l'azienda perdeva "centinaia di milioni di dollari ogni settimana". La leva finanziaria era di 7:1 e i maggiori fondi di Cittadel hanno chiuso il 2008 con un calo del 55%. Tuttavia, hanno registrato una ripresa con un rendimento del 62% nel 2009.
Il 17 gennaio 2012, i fondi di punta di Citadel, Citadel Kensington Global Strategies Fund Ltd e Citadel Wellington LLC, hanno superato i rispettivi high watermark, recuperando il 50% degli asset persi durante la crisi finanziaria del 2008. Dopo aver recuperato le perdite, Citadel potrebbe nuovamente addebitare commissioni ai clienti per la gestione del proprio denaro e trattenere una percentuale dei profitti. Si dice che Citadel, sotto la guida di Griffin, si differenziasse dai rivali degli hedge fund post crisi finanziaria del 2008 con una "espansione aggressiva". 
A partire dall’inizio del 2014, in un periodo di 18 mesi il patrimonio gestito dall'hedge fund è aumentato di 10 miliardi di dollari; da 16 miliardi di dollari a 26 miliardi di dollari come risultato di "un aumento del 29% per i suoi principali hedge fund e un flusso di nuova liquidità". Sempre nel 2014, Citadel è diventato il primo hedge fund straniero a completare una raccolta fondi in yuan come parte di un programma per consentire agli investitori cinesi di investire in hedge fund esteri. Nel gennaio 2020, Citadel Securities ha pagato un risarcimento di 97 milioni di dollari alla Cina, dopo che le autorità di regolamentazione cinesi hanno concluso un'indagine di lunga data su Citadel e altre società. 

### Presente
Durante la pandemia di coronavirus, Citadel Securities ha creato una "bolla" per una classe di 100 stagisti affittando un resort di lusso in Wisconsin.
Nel gennaio 2021, Citadel insieme a Point72 Asset Management hanno investito $ 2,75 miliardi in Melvin Capital, dopo che Melvin Capital ha perso il 30% del suo valore a causa dello short squeeze di GameStop.

## Società del gruppo Citadel
Il gruppo è composto in tre aree distinte: Citadel manager di asset, Citadel Securities market maker e Citadel Technology.

### Citadel
A gennaio 2016, Citadel gestisce più di 29 miliardi di dollari di capitale ed è uno dei maggiori gestori patrimoniali del mondo. Citadel si classifica come l'undicesimo gestore di hedge fund nel mondo e nel 2006 il secondo più grande hedge fund multi-strategico a livello globale. Il gruppo di fondi hedge di Citadel si colloca tra i fondi hedge più grandi e di maggior successo al mondo.

### Citadel Securities

#### Market maker
Citadel Securities è stata costituita nel 2001 ed è un market maker che fornisce liquidità ed esecuzione delle negoziazioni a clienti al dettaglio e istituzionali. L'automazione di Citadel Securities ha portato a scambi più affidabili a costi inferiori e con spread più ridotti. Barron's ha recentemente classificato Citadel Securities al #1 nel fornire un miglioramento dei prezzi per gli investitori sia in azioni S&P 500 che non-S&P. Nel 2009 Citadel Investment Group e Chicago Mercantile Exchange hanno collaborato per creare una piattaforma di trading elettronico di credit default swap.
Citadel Securities è il più grande market maker di opzioni negli Stati Uniti, con circa il 25 percento del volume di opzioni su azioni quotate negli Stati Uniti. Secondo il Wall Street Journal, circa un terzo degli ordini di azioni da parte di singoli investitori viene completato tramite Citadel, che rappresenta circa il 10% delle entrate dell'azienda. Citadel Securities esegue anche circa il 13% del volume consolidato degli Stati Uniti in azioni e il 28% del volume delle azioni al dettaglio statunitensi. Nel 2014, Citadel Securities ha ampliato la sua offerta di market-making agli swap su tassi di interesse, uno dei derivati più comunemente negoziati. Nel 2015 Citadel Securities era diventata il più grande trader di swap su tassi di interesse per numero di transazioni in sostituzione delle banche di Wall Street.
Durante la pandemia di coronavirus, Citadel Securities ha raddoppiato i suoi profitti guadagnando $ 4 miliardi di entrate durante la prima metà del 2020 a causa di un aumento della volatilità e del commercio al dettaglio.
Nell'ottobre 2020, Citadel Securities ha annunciato che avrebbe acquisito l'unità di market making del NYSE della rivale IMC. Sempre quel mese, Citadel Securities ha intentato una causa contro la Securities and Exchange Commission per la decisione della SEC di approvare un nuovo tipo di ordine "D-Limit" per IEX.

#### Questioni normative
Nel 2018 Bloomberg ha riferito che il 40% dei ricavi della famosa app di trading Robinhood proveniva dalla vendita di ordini dei clienti a società come Citadel Securities e Two Sigma Securities Citadel Securities è stata multata di $ 700.000 dalla FINRA nel luglio 2020 per aver negoziato in anticipo sugli ordini dei clienti. Secondo FINRA, hanno ritardato alcuni ordini di azioni da parte dei clienti per l'acquisto o la vendita di azioni pur continuando a negoziare le stesse azioni per proprio conto, come parte delle sue attività di market-making. In un periodo di due anni fino a settembre 2014, centinaia di migliaia di ordini OTC di grandi dimensioni sono stati rimossi dai suoi processi di negoziazione automatizzati, rendendo gli ordini "inattivi" in modo che dovevano essere gestiti manualmente da trader umani. Citadel Securities ha quindi "negoziato per proprio conto sullo stesso lato del mercato a prezzi che avrebbero soddisfatto gli ordini", senza riempire immediatamente gli ordini inattivi agli stessi o ai prezzi migliori richiesti dalle regole FINRA. Nel settembre 2020, Robinhood è stata indagata dalla SEC per sapere se informava adeguatamente i clienti che vendevano ordini di azioni a trader ad alta frequenza e altre società di Wall Street.

### Citadel Technology
Citadel Technology, fondata nel 2009, è l'affiliata interamente controllata e indipendente di Citadel. Offre tecnologia di gestione degli investimenti, sviluppata internamente a Citadel, ad un'ampia gamma di aziende e fondi.
Nel 2013, Citadel Technology ha annunciato una partnership con REDI. La partnership combina il sistema di gestione degli ordini (OMS) di Citadel con le capacità di gestione dell'esecuzione (EMS) di REDI.

## Affari societari

### Proprietà
Nel novembre 2006, Citadel è diventato il secondo fondo speculativo a emettere pubblicamente obbligazioni di debito per investitori sotto forma di debito senior non garantito per un totale di $ 2 miliardi, in un accordo gestito da Lehman Brothers e Goldman Sachs.
Il fondatore, CEO e co-CIO Ken Griffin possiede circa l'85% dell'azienda secondo Bloomberg News.

### Dipendenti
Il fondo è diventato noto per avere uno dei più grandi fatturati di personale a Chicago che ha ottenuto il soprannome di "porta girevole di Chicago" e il New York Times ha riferito che "l'azienda è unica nella sua reputazione ad essere considerata una porta girevole". È stato anche riferito che il fatturato è allineato con il settore degli hedge fund. 
Nel marzo 2015, Citadel ha ricevuto una classifica dei 10 migliori luoghi di lavoro per i servizi finanziari dal Great Places to Work Institute, sulla base di un sondaggio condotto dai dipendenti Citadel.

### Difesa del mercato
Citadel ha svolto un ruolo attivo nelle questioni relative alla struttura del mercato e ha sostenuto la legislazione finanziaria. Nel 1999, il Congresso ha abrogato una disposizione del Glass-Steagall Act del 1933 che separava rigorosamente le attività bancarie e commerciali delle società finanziarie. Griffin ha definito lo smantellamento di quella legge "uno dei più grandi fiaschi di tutti i tempi". All'indomani della crisi finanziaria del 2008, Griffin e Citadel hanno chiesto una maggiore trasparenza nel trading di derivati, una posizione in contrasto con molti altri hedge fund e importanti società finanziarie. La società si è espressa contro Wall Street per aver fatto pressioni per ritardare l'attuazione del Dodd-Frank Act. Griffin ha anche chiesto di rompere le banche "too big to fail" (troppo grandi per fallire) e di separare le loro attività bancarie e commerciali. 
Dopo la pubblicazione del 2014 di Flash Boys di Michael Lewis, che ha affermato che i mercati finanziari sono truccati "da grandi trader ad alta velocità" (noti anche come trader ad alta frequenza), Griffin, che non è stato intervistato da Lewis, ha condiviso le sue opinioni sul libro e le sue accuse durante la sua seconda udienza al Congresso. Griffin ha dichiarato davanti alla Commissione bancaria del Senato che dal suo punto di vista "i mercati azionari statunitensi sono i mercati più equi, trasparenti, resilienti e competitivi del mondo". Griffin ha ampliato dicendo che il trading ad alta frequenza funziona per riconciliare le discrepanze tra le opzioni legate a gruppi di azioni e le azioni stesse, dicendo: "Qualcuno deve mantenere i mercati di New York in linea con i mercati di Chicago. Tutto accade a un costo estremamente basso nel contesto dei nostri mercati dei capitali". Durante un evento alla Georgetown University, Griffin ha descritto il libro come "fiction".